# هوشاب سری
هوشاب سری، روستایی در دهستان کنت بخش هیدوچ شهرستان سیب و سوران در استان سیستان و بلوچستان ایران است.

## جمعیت
بر پایه سرشماری عمومی نفوس و مسکن در سال ۱۳۹۵، جمعیت این روستا برابر با ۱۱۱ نفر (۳۲ خانوار) بوده‌است.